# Макс Борн
Макс Борн (на немски: Max Born) е германски физик и математик, носител на Нобелова награда за физика за 1954 г., считан за един от основателите на квантовата механика и създател (заедно с Макс фон Лауе) на теорията на кристалната решетка. Чуждестранен член-кореспондент на РАН и почетен член на АН на СССР.
Негова внучка е известната актриса и певица Оливия Нютън-Джон (1948 – 2022).

## Биография
Роден е на 11 декември 1882 година в Бреслау, Германска империя (днес Вроцлав, Полша), най-голямото от двете деца в семейството на еврейския ембриолог Густав Борн (1850 – 1900), професор по анатомия на Университета в Бреслау, и Маргарет Кауфман (1856 – 1886), талантлива пианистка. Още в ранна възраст Борн се интересува много от математика и физика. През 1901 г. се записва да следва в Университета в Бреслау, но през 1904 решава да продължи образованието си в Гьотингенския университет, където е силно повлиян от най-известните математици за това време Давид Хилберт, Феликс Клайн и Херман Имот,
По време на Първата световна война Борн прави изследвания и оценки на изобретенията в областта на артилерията. Точно тогава започва и приятелство му с Айнщайн. Борн заимства много идеи от Айнщайн и теорията на относителността и създава нов опростен метод за изчисляване на масата на електрона.
През 1907 г. става професор и преподава в университетите във Франкфурт на Майн, Гьотинген и Единбург. През 1932 става декан на научния факултет в Гьотинген. След идването на Хитлер на власт този факултет престава да съществува и Борн се мести в Англия, където преподава в Кеймбриджкия университет.
През 1954 г. става носител на Нобелова награда за физика за фундаментални изследвания по квантова механика, особено за неговата статистическа интерпретация на вълновата функция.
Умира на 5 януари 1970 година в Гьотинген на 87-годишна възраст.